# Sven Kinnunen
Sven Kinnunen, född 23 februari 1930 i Tallinn, död 8 oktober 2009 i Nacka församling, Stockholms län, var en estländsk-svensk väg- och vattenbyggnadsingenjör.
Kinnunen, som var son till diplomingenjör Joonas Kinnunen och Helmi Keller, växte upp i Pärnu och flydde, tillsammans med sina föräldrar och äldre bror, till Sverige 1944. Han utexaminerades från tekniska gymnasiet i Gävle 1951 och från Kungliga Tekniska högskolan 1955. Han blev teknologie licentiat 1959, teknologie doktor och docent i byggnadsstatik vid Kungliga Tekniska högskolan 1963. Han var assistent vid Kungliga Tekniska högskolan 1955–1963, konstruktör hos Nylander & Hernelind Konstruktionsbyrå AB 1955–1957 och 1960–1963, chefskonstruktör där 1963–1964, blev universitetslektor i byggnadsstatik vid Kungliga Tekniska högskolan 1964, biträdande professor 1971 och professor i nämnda ämne där 1979.